# Potok (Banská Bystrica)
Potok é um município da Eslováquia, situado no distrito de Rimavská Sobota, na região de Banská Bystrica. Tem 8,91 km² de área e sua população em 2018 foi estimada em 25 habitantes.

## Demografia
| Ano:        | 1994 | 2004    | 2014    | 2024    |
| ----------- | ---- | ------- | ------- | ------- |
| Broj ljudi: | 58   | 36      | 41      | 21      |
| Razlika:    |      | -37,93% | +13,88% | -48,78% |

| Ano:               | 2023 | 2024    |
| ------------------ | ---- | ------- |
| Número de pessoas: | 19   | 21      |
| Diferença:         |      | +10,52% |